# Christopher Soames
Arthur Christopher John Soames, barone Soames di Fletching (Penn, 12 ottobre 1920 – Odiham, 16 settembre 1987) è stato un politico e diplomatico britannico, esponente del partito conservatore.
È stato commissario europeo e governatore della Rhodesia Meridionale.

## Biografia

### Infanzia e formazione
Il padre di Soames era un proprietario terriero. Divorziò dalla moglie quando Christopher aveva undici anni. Soames venne educato a Eton e frequentò poi la Royal Military Academy di Sandhurst. Durante la seconda guerra mondiale servì nell'esercito britannico in Medio Oriente, Italia e Francia. Combatté nella battaglia di El Alamein.

### Carriera politica e diplomatica
Nelle elezioni generali britanniche del 1950 venne eletto membro del parlamento in rappresentanza del collegio di Bedford. Venne riconfermato nelle successive elezioni, e rimase in parlamento fino al 1966.

### Membro del governo
Dal 1952 al 1955 fu sottosegretario del primo ministro (e suocero) Winston Churchill. Nel 1955 venne nominato sottosegretario per l'aviazione, e nel 1957 per l'ammiragliato. Nel 1958 Soames venne nominato segretario di stato per la guerra nel governo Macmillan, svolse l'incarico fino al 1960. Dal 1960 al 1964 fu ministro dell'agricoltura, della pesca e dell'alimentazione nei governi MacMillan e Douglas-Home.
Dal 1965 all'aprile 1966 Soames fu ministro ombra per gli affari esteri.

### Ambasciatore e Commissario europeo
Nel 1968 Soames venne nominato ambasciatore britannico in Francia. Svolse l'incarico fino al 1972, occupandosi in particolare di preparare l'ingresso del Regno Unito nelle Comunità europee. Nel 1973 Soames entrò a far parte della Commissione delle Comunità europee. Assieme a George Thomson fu il primo commissario europeo del Regno Unito. All'interno della Commissione Ortoli fu commissario per le relazioni esterne e vicepresidente. Soames era un convinto europeista. Dal 1977 al 1979 lavorò presso Rothschild & Sons e tra il 1978 e il 1979 diresse la National Westminster Bank.

### Lord e governatore della Rhodesia meridionale
Nel 1979 Soames entrò a far parte della Camera dei Lords e divenne Lord Presidente del Consiglio privato di sua maestà e leader della Camera dei lord. Svolse gli incarichi fino al 1981.
Quando, nel 1979, l'accordo tra i leader bianchi della Rhodesia e i movimenti neri di liberazione nazionale previde il ristabilimento del dominio coloniale britannico per gestire la transizione all'indipendenza del paese, il governo di Margaret Thatcher nominò Soames governatore della Rhodesia Meridionale. Fu l'ultimo governatore della colonia e gestì la fase di transizione tra la guerra civile e l'indipendenza del paese nel 1980.
Pur non avendo alle spalle esperienze di gestione coloniale in Africa, Soames riuscì a garantire una transizione relativamente pacifica e ordinata pur in un contesto molto difficile, ricevendo vari apprezzamenti. Il comportamento di Soames venne criticato da altri osservatori, che evidenziarono tutti i tentativi da lui compiuti per ostacolare la vittoria elettorale di Robert Mugabe.

## Vita personale
Soames sposò nel 1947 Mary Churchill, la figlia più giovane di Winston Churchill. Il rapporto con il suocero fu molto intenso e cordiale e influenzò Lord Soames.
Ebbero cinque figli, il maggiore dei quali è Nicholas Soames, esponente del Partito Conservatore e membro del parlamento dal 1983 al 2019.

## Riconoscimenti
- Membro del Consiglio privato di sua maestà, 1958[4]
- Medaglia d'onore della città di Parigi, 1972[4]
- Laurea honoris causa dell'Università di St. Andrews,1974[4]
- Premio Robert Schuman, 1976[4]
- Barone Soames di Fletching, 1979[4]
- Laurea honoris causa dell'Università di Oxford, 1981[4]